# Graphe de comparabilité

Une représentation d'un ordre partiel et le graphe de comparabilité associé.

Dans la théorie des graphes, un graphe de comparabilité est un graphe non orienté qui relie les paires d'éléments qui sont comparables les uns aux autres dans un ordre partiel donné. On les trouve aussi sous le nom de transitively orientable graphs, partially orderable graphs, et containment graphs.

## Relations avec d'autres classes
Les graphes de comparabilité sont des graphes parfaits.
Les cographes sont des graphes de comparabilité
Les graphes qui sont de comparabilité et dont le complémentaire est aussi de comparabilité sont exactement les graphes de permutations.

## Aspects algorithmiques
Les graphes de comparabilité peuvent être reconnus en temps linéaire en calculant une orientation. Plusieurs problèmes NP-complet dans le cas général peuvent être résolus en temps polynomial pour ces graphes comme la coloration, le problème du sandwich de graphes ou même en temps linéaire, comme le problème de la clique maximum.